# Franceville
Franceville (izvorno Francheville, ponegdje i Masuku) treći je po veličini grad u Gabonu. Sjedište je provincije Haut-Ogooué i departmana Mpassa. Nalazi se na istoku države, 50 km sjeverno od granice s Republikom Kongo i 550 km jugoistočno od glavnog grada, Librevillea. Leži na rijeci Mpassa, pritoci rijeke Ogooué. Godine 1880. osnovao ga je istraživač de Brazza i naselio oslobođenim robovima.
Obližnji je Bongoville mjesto rođenja dugogodišnjeg predsjednika Gabona Omara Bongoa, koji je 18. lipnja 2009. pokopan u Francevilleu.
Franceville ima veliku tržnicu, cementaru i hidroelektranu, kao i sveučilište znanosti i tehnologije (Université des Sciences et Techniques de Masuku). Željeznicom i cestom povezan je s priobaljem zemlje. Zračna luka nalazi se u Mvenguéu, 20 km zapadno od grada. 
Prema popisu iz 1993. godine, Franceville je imao 31.183 stanovnika.